# Contea dei Marsi
La contea dei Marsi fu un dominio feudale esistito tra la metà del IX secolo e la metà del XII secolo. Prese il nome dall'antico popolo italico dei Marsi. Situata nel settore occidentale della contemporanea regione Abruzzo, occupava la regione storico-geografica della Marsica e alcuni territori limitrofi.

## Storia

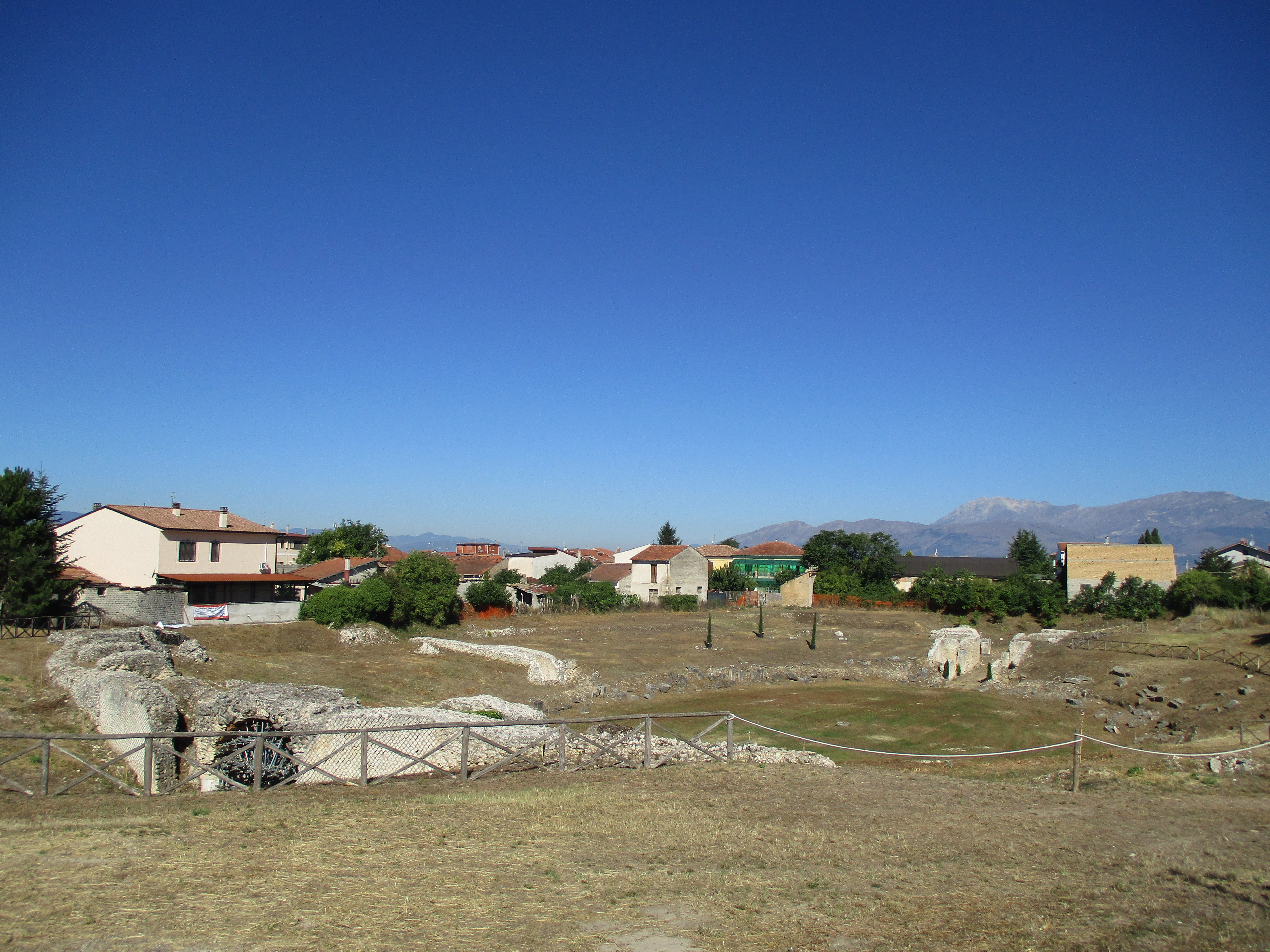
Resti dell'anfiteatro di Marruvium

Nel corso dell'Alto Medioevo, nel 774, in seguito all'avvento dei Franchi di Carlo Magno il gastaldato longobardo dei Marsi, incluso fino ad allora nel Ducato di Spoleto di cui rappresentò l'estremo confine meridionale, fu donato unitamente all'intera provincia Valeria allo Stato Pontificio. Al peso sociale e politico delle abbazie e dei monasteri benedettini si affiancò quello del clero secolare che rafforzò l'opera di cristianizzazione delle popolazioni locali. Tuttavia furono numerose le nuove donazioni e le concessioni confermate dai franchi all'abbazia di Farfa, a cui risulta la licenza del 778 del gastaldo franco-longobardo Raimone relativa allo "jus piscandi", ovvero al diritto di pesca nel lago Fucino e il controllo dei poderi esercitato dai funzionari Gotefridi e Guerrani, e all'abbazia di Montecassino a cui risulta, tra le altre, la concessione del 1007 del gastaldo Otteramo (scritto "Opteramo" o "Otturano") di due chiese ricadenti nel territorio della contemporanea Avezzano, San Clemente e San Gregorio in Serviliano, e poi ancora ai monasteri e alle badie benedettine di Sant'Angelo in Barregio, Subiaco, San Vincenzo al Volturno e San Clemente a Casauria, quest'ultima oggetto di una donazione datata 879 in cui si evince come lo sculdascio longobardo Garibaldo fu costretto a cedere le sue proprietà.
Agli aristocratici e funzionari longobardi, ancora presenti anche se con poteri oramai molto ridotti, fu concesso già a cominciare dalla seconda metà del IX secolo da Lotario I, sovrano del Regno d'Italia medievale, e dal successore nonché imperatore tedesco, il figlio Ludovico II il Giovane, il titolo di conte. Nacque così, presumibilmente tra gli anni 859 e 860, la vasta contea dei Marsi che incluse anche diverse aree limitrofe alla contemporanea regione marsicana e il territorio di Carsoli. Tra i primi conti dei Marsi figura Gaiderisius. Come sede comitale sarebbe stata confermata la Civitas Marsicana, situata presso l'antico foro romano di Marruvium, presumibilmente già sede della precedente gastaldia longobarda unitamente alla corte comitale sita al monastero di Santa Maria in Apinianico, a monte della contemporanea Pescina.
Nella seconda metà del IX secolo i funzionari marsicani contribuirono a contrastare l'invasione dei Saraceni nel meridione, in particolare il gastaldo Suavilo (Suabilum) difese Capua nell'886 insieme ad Atenolfo il Grande.
Con l'arrivo in Italia di Ugo di Provenza, divenuto sovrano nel 926, fu investito del titolo di conte dei Marsi, il capostipite Berardo Berardi, detto "il Francisco", zio materno del nobile francese e, come attestato da vari studiosi, pronipote diretto dell'imperatore Carlo Magno. A lui furono assegnati inizialmente i comitati di Amiterno, Forcona, Marsia, Reate e Valva. Nel 937 Berardo guidò una schiera armata composta da combattenti marsi e peligni a Furca Ferrati dove, dopo una cruenta battaglia, sbaragliò i predoni ungari entrati nell'area del Fucino dopo aver saccheggiato Capua e Montecassino. Le donazioni effettuate dai nobili Doda e Rainaldo ai monaci cassinesi rafforzarono la presenza dei benedettini nel territorio della Marsica dove la chiesa di Santa Maria delle Grazie in Luco divenne un'importante prepositura. 
I sovrani Lotario II e Berengario II d'Ivrea guidarono il Regno d'Italia dal 947 al 951, ad essi successero i sovrani Ottone I e Ottone II di Sassonia che nella seconda metà del X secolo visitarono il territorio della contea. Nel 1025 la sede comitale fu spostata a Celano da uno dei successori della casata, Berardo Berardi, la contea fu governata in modo autonomo fino al XII secolo, intessendo buoni rapporti con una parte della Chiesa tanto da consentire l'insediamento di un proprio vescovo alla guida della diocesi dei Marsi. Per via della rivalità fra i nobili locali, uno di questi, Attone dei Marsi, creò in seno alla circoscrizione vescovile originaria la piccola diocesi di Carsoli, elevando a cattedrale la chiesa di Santa Maria in Cellis. Lo scisma diocesano ebbe una durata di pochi anni tanto che nel 1057 il sinodo romano riconobbe Pandolfo come unico vescovo dei Marsi; contestualmente Attone fu trasferito alla sede di Chieti. A cavallo tra l'XI e il XII secolo Crescenzio Berardi e i suoi figli furono vanamente impegnati a contenere l'avanzata dei Normanni nell'Italia centrale. Nel 1101 questi, in soccorso di papa Pasquale II, catturarono l'antipapa Teodorico espugnando Albe.
Con la nascita del Regnum Siciliæ la contea vi fu annessa nel 1143. I Normanni per meglio controllare questo grande territorio lo divisero, tra il 1143 e il 1150, nelle tre nuove contee di Albe, Carsoli e Celano e rafforzarono il potere ecclesiastico contrapponendolo ai conti locali. In periodi successivi, riuniti in buona parte sotto gli antichi feudatari della famiglia Berardi, i contadi continuarono a essere denominati e riconosciuti come "Contea dei Marsi" o "Ducato dei Marsi".